# Simonetta
Simonetta is een historisch merk van motorfietsen.
De bedrijfsnaam was Societa S. Christoforo, Milano.
Dit Italiaanse merk bouwde van 1951 tot 1954 lichte motorfietsen 124 cc tweetaktmotoren.